# Всероссийский НИИ автоматики имени Н. Л. Духова
Федеральное государственное унитарное предприятие «Всероссийский научно-исследовательский институт автоматики имени Н. Л. Духова» (ВНИИА) — одно из ведущих предприятий Государственной корпорации по атомной энергии «Росатом». Расположено в Москве. Основная сфера деятельности — разработка ядерных боеприпасов и их компонентов.
Из-за вторжения России на Украину, НИИ находится под международными санкциями стран Евросоюза, США, Великобритании и ряда других стран

## Род деятельности института
Институт занимается оборонной и промышленной тематикой. Основные направления деятельности:
- ядерные боеприпасы и аппаратура, связанная с их работой, производством и хранением;
- средства автоматизированных систем управления технологическими процессами энергетических и промышленных объектов;
- датчики, измерительное и спектрометрическое оборудование.

## История
Институт создан в 1954 году на базе Государственного союзного (опытного) завода № 25 Министерства авиационной промышленности СССР после перевода в ведение Министерства среднего машиностроения СССР как филиал № 1 КБ-11, ныне широко известного Российского федерального ядерного центра — ВНИИЭФ (Арзамас-16).
В дальнейшем неоднократно менял названия:
- филиал № 1 КБ-11 Минсредмаша СССР (1954—1956);
- КБ-25 Минсредмаша СССР (1956—1966)
- завод «Авиаприбор» (1956—1969), с 1964 года  — имени Н. Л. Духова;
- НИИ авиационной автоматики имени Н. Л. Духова (1969—1986);
- Всесоюзный НИИ автоматики им. Н. Л. Духова (с 1982—1992),
- ФГУП Всероссийский научно-исследовательский институт автоматики им. Н. Л. Духова (1992 — наст. время)[2].

Награждён орденом Октябрьской революции и двумя орденами Трудового Красного Знамени.
Указом Президента Российской Федерации в 2014 году ФГУП «ВНИИА» установлен специальный статус Федеральной ядерной организации.
Входит в Союз производителей нефтегазового оборудования.

## Организационная структура
- комплекс научно-исследовательских и конструкторских подразделений;
- опытное и серийное производство и технологические службы;
- вспомогательные и обслуживающие подразделения.

## Руководство
- 1954—1964: Н. Л. Духов — директор и главный конструктор;
- 1964—1987: Н. И. Павлов — директор;
- 1964—1997: А. А. Бриш — главный конструктор;
- 1987—2008: Ю. Н. Бармаков — директор[1];
- 1997—2015:[3] Г. А. Смирнов — главный конструктор;[1]
- с 2008: С. Ю. Лопарёв — директор;[1]
- с 2011:  А. В. Андрияш — научный руководитель;
- с 2015: А. В. Сидоров — первый заместитель директора — главный конструктор.

## Санкции
С 25 февраля 2022 года из-за вторжения России на Украину ВНИИА был внесён в санкционные списки Евросоюза.
В 2020 году предприятие попало под экспортные торговые ограничения США, а в 2022 году предприятие включено в блокирующий санкционный список США против военных поставок. С 10 марта 2022 года в санкционном списке Канады «за поддержку неспровоцированного и неоправданного вторжения президента Путина в Украину». С 21 апреля 2022 года под санкциями Великобритании за «вовлечёность в получение выгоды от правительства России».
По аналогичным основаниям находится под санкциями Швейцарии, Японии, Украины, Австралии и Новой Зеландии.

## Критика
В 2015 году институт снёс доходный дом Н. Ф. Ржевского (являвшийся одним из его корпусов) — здание 1902 года постройки, располагавшееся по адресу Сущёвская улица № 16, стр. 8 в границах зон охраны объектов культурного наследия. Департамент культурного наследия города Москвы счёл снос «самовольным». Правительство Москвы, не имеющее полномочий остановить работы по сносу на территории, подведомственной Министерству обороны, заявило, что осуждает действия ВНИИА имени Н. Л. Духова, подчеркнув, что «существуют моральные принципы, которые нужно соблюдать. Действия ВНИИА — в корне неправильны и требуют проверки со стороны соответствующих государственных инстанций».